# سنگ‌نوشته هخامنشی (جزیره خارگ)

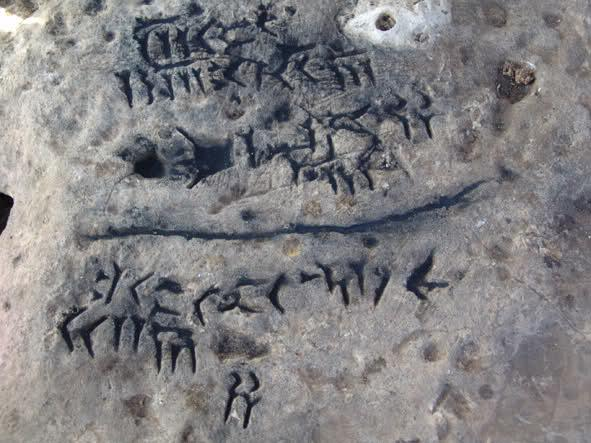
نوشتار سنگنبشته پیش از تخریب عمدی

سنگ‌نوشته هخامنشی در جزیره خارگ در سال ۱۳۸۶ در پی احداث جاده‌ای در جزیره خارگ کشف شده‌است که به خط میخی فارسی باستان و با طول و عرض تقریبی سی سانتیمتر می‌باشد که بر روی سنگی مرجانی نوشته شده‌است. طبق برخی مدعیات این کتیبه، قدمت آن به ۲۴۰۰ سال پیش و زمان هخامنشیان باز می‌گردد.
خبرگزاری تعطیل شده میراث خبر گفته بود که «کتیبه خارگ، سندی دیگر بر تایید نام خلیج فارس» بوده که به دست افرادی ناشناس تخریب شد.
این کتیبه پس از کشف توسط رسول بشاش و رضا مرادی غیاث‌آبادی مورد مطالعه و آوانویسی قرار گرفت و بنا به شواهد موجود در باره اصالت آن ابراز تردید شد. 

## متن کتیبه
رضا مرادی غیاث‌آبادی ضمن آوانویسی کتیبه در کتاب فوق گفته است که این سنگ‌نوشته متشکل از پنج سطر و شش واژه فارسی باستان است که پنج واژه آن تاکنون ناشناخته بوده‌اند. او این کتیبه را قابل ترجمه نمی‌داند. اما رسول بشاش ترجمه موقت این کتیبه را چنین پیشنهاد داده است: "(این) سرزمین خشک و بی‌آبی بود شادی و آسایش را آوردم." 

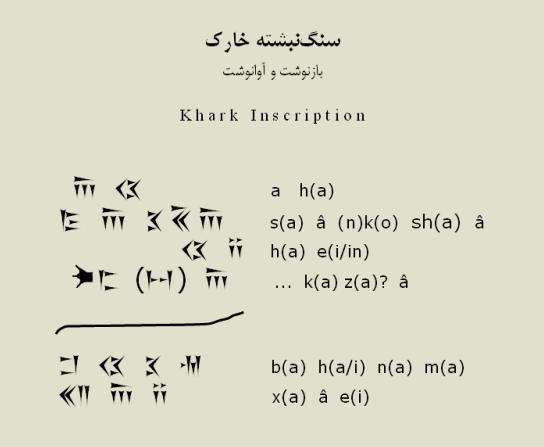
بازنوشت و آوانوشت سنگنبشته خارک

کتیبه خارگ با زبان فارسی باستان نگارش شده است و پنج سطر است که دارای شش واژه است،میتوان کتیبه را اینگونه ترجمه کرد که با شرایط جغرافیایی و زبان فارسی نو همخوانی دارد:این سرزمین[دارای]آب زیاد[است].

## محافظت
سازمان میراث فرهنگی به کمک مسئولان شهرداری دور تا دور این کتیبه را دیوار کشی کرده اند و صفحه ای شیشه ای بالای آن قرار داده اند. این سنگ نوشته حتی در شب هم به دلیل وجود چراغ هایی که در آن قرار داده اند دیده می‌شود.
سازمان میراث فرهنگی، نگهبانی آنجا قرار داده است و کانکسی برای استراحت و محلی برای پارک ماشین نگهبانی در آنجا ایجاد کرده است. 

## تخریب تعمدی
در خرداد ماه سال ۱۳۸۷، این کتیبه توسط افرادی ناشناس با عبور از حصار دور کتیبه با شی نوک تیز مابین حروف میخی کتیبه را تخریب کردند و در اثر این موضوع ۷۰ درصد نوشته‌های این کتیبه که بر روی سنگ مرجانی نوشته شده‌است، به شدت آسیب دیده‌است و تنها یک خط سالم مانده‌است.
جزیرهٔ خارگ جزیره‌ای می‌باشد که برای تردد در آن و حتی ورود نیاز به مجوز می‌باشد.
خبر تخریب کتیبه هخامنشی خارگ را نخستین بار معاون بخشدار جزیره اعلام کرد. "علی جاذبی"، معاون بخشدار جزیره خارگ با اعلام خبر تخریب این سنگ نوشته هخامنشی به CHN گفت: «دو شب پیش افراد ناشناسی با عبور از روی حصاری که دور تا دور کتیبه کشیده شده بود، توسط یک شی نوک تیز، ما بین حروف میخی کتیبه را تخریب کردند به طوری که می‌توان گفت ۷۰ درصد نوشته‌های کتیبه به شدت آسیب دیده و تنها یک خط از آن سالم مانده است.»
کتیبه هخامنشی جزیره خارگ روی یک تخته سنگ مرجانی نوشته شده و به همین علت احتمال می‌رود برای آسیب رساندن به آن از تیشه و چکش استفاده شده باشد.
این اتفاق سبب شد تا به ناگاه برخی کارشناسان و متخصصین حوزه باستان‌شناسی و میراث فرهنگی وضعیت وخیم نگهداری دیگر آثار تاریخی جزیره خارگ را که در خطر تخریب بودند به سازمان گوشزد کنند. پس از ده سال از کشف این سنگ‌نوشته، این سنگ‌نوشته همچنان در وضعیت نابسامانی به سر می برد.